# Пребъдищко неолитно селище
Пребъдищкото неолитно селище (на гръцки: Νεολιθικός οικισμός Σωσάνδρας) е неолитно селище край мъгленското село Пребъдище (Сосандра), Гърция.
В 2007 година на 1 km югозападно от Пребъдеще между хълмовете Малка и Голяма Корфула е открита много добре запазена неолитна къща. При разкопките в 2008 година са открити контурите на вертикални, кръгли колони, използвани за поддържане на вътрешните разделителни стени, покрива и външната стена. Намерени са и различни предмети от домашния бит като воденични камъни и съдове. Керамиката е едноцветна, докато големите съдове за складиране на продукти са червени. Къщата е правоъгълна, разделена на три части и има обща площ от 58 m2. В източната част е открита глинена пещ с размери 80 Х 56 cm със засводен покрив, а до северната стена е открита втора повредена пещ.
На 50 m източно е открита друга неолитна къща и се смята, че двете принадлежат на селище разположено в долината между двата хълма. Находките от Пребъдище са рядко добре запазени.
В 2012 година заедно със съседното неолитно селище северозападно от Габровци (Доротеа) селището е обявено за защитен археологически паметник.